# Caralluma geniculata
Caralluma geniculata är en oleanderväxtart som först beskrevs av Frederic Henry Gravely och Mayur., och fick sitt nu gällande namn av Meve och Liede. Caralluma geniculata ingår i släktet Caralluma och familjen oleanderväxter. Inga underarter finns listade i Catalogue of Life.